# Киви (птицы)
Ки́ви (лат. Apteryx) — единственный род бескилевых птиц в одноимённом семействе (Apterygidae) и отряде кивиобра́зных, или бескры́лых (Apterygiformes). Включает пять видов, эндемичных для Новой Зеландии.
Все виды киви имеют сильные четырёхпалые ноги и длинный тонкий клюв с ноздрями на самом кончике. Крылья не развиты, хвост отсутствует. Перья киви больше напоминают густую шерсть. Внешним видом и повадками киви настолько отличаются от других птиц, что зоолог Уильям Кальдер (англ. William A. Calder III) называл их «почётными млекопитающими».

## Филогенетическое происхождение
Долгое время предполагалось, что ближайшим родственником киви является другой новозеландский вид нелетающих птиц — вымерший моа. Однако исследования, выполненные в начале 2000-х годов на основе сравнения полных последовательностей митохондриальной ДНК киви и их нелетающих родственников позволили выяснить, что эти птицы генетически ближе к эму и казуарам, чем к страусам, нанду и моа.
Предки современных киви попали в Новую Зеландию из Австралазии предположительно позднее, чем моа, — около 30 млн лет назад. Судя по молекулярным данным, это могло произойти ещё раньше — около 62 млн лет назад, но уже после отделения Новой Зеландии от Гондваны (не позднее 75 млн лет назад) и дивергенции эволюционной ветви моа (около 78 млн лет назад), что может свидетельствовать о первичном заселении на архипелаге моа и вторичном — киви.

## Внешний вид
Киви, или бескры́лые, — нелетающие бескилевые птицы. Размеры небольшие, с обычную курицу. Характерен половой диморфизм: самки крупнее самцов. Тело у киви грушевидной формы, с маленькой головой и короткой шеей. Весят от 1,3 до 4 кг.
Киви свойственна наибольшая среди ныне живущих птиц редукция крыльев: будучи всего 5 см длиной, они почти незаметны среди оперения. Тем не менее у киви сохранилась привычка, отдыхая, прятать клюв под крыло. Тело птицы равномерно покрыто мягкими, серыми или светло-бурыми перьями, больше похожими на шерсть. Хвост отсутствует. Ноги четырёхпалые, короткие, но очень сильные, с острыми когтями; их масса составляет примерно ⅓ массы тела. Скелет не пневматический: кости тяжёлые — не имеют полостей с воздухом.
Киви в основном полагаются не на зрение — глаза у них очень маленькие, всего 8 мм диаметром, — а на развитые слух и обоняние. Среди птиц более сильным обонянием обладают только некоторые виды американских грифов, в частности малая желтоголовая катарта. У киви очень гибкий, тонкий, прямой или слегка изогнутый клюв, длина которого у самцов достигает 95—105 мм, а у самок — 110—120 мм. Ноздри у киви открываются на конце клюва (у остальных птиц — у его основания). Язык редуцирован. У основания клюва имеются осязательные ощущающие движение волоски-щетинки — вибриссы.
Нормальная температура тела киви — 38 °C, что на два градуса ниже, чем у других птиц, и ближе к температуре тела млекопитающих.
Перья киви издают сильный специфический запах, напоминающий грибной, что в современных условиях делает птиц уязвимыми: наземные хищники, появившиеся в Новой Зеландии, легко находят их по запаху.

## Образ жизни и питание
Киви обитают преимущественно в сырых вечнозелёных лесах; длинные пальцы на ногах помогают им не вязнуть в болотистом грунте. На наиболее населённых участках на 1 км² приходится 4-5 птиц. Образ жизни они ведут исключительно сумеречный и ночной.
В течение дня киви прячется в вырытой норе, в дупле или под корнями деревьев. У большого серого киви норы представляют собой настоящий лабиринт с несколькими выходами; у других киви норы проще, с одним выходом. На территориальном участке киви может иметь до 50 убежищ, которые меняет каждый день. Нору киви занимает только через несколько недель после того, как выроет, — за это время трава и мох успевают разрастись, маскируя вход. Иногда киви специально маскируют гнездо, прикрывая вход листьями и веточками. Днём они покидают свои убежища только в случае опасности.
Скрытные и робкие днём, ночью эти птицы становятся агрессивными. Киви — крайне территориальные птицы, и брачная пара (особенно самец) яростно защищает от конкурентов свой гнездовой участок, площадь которого может составлять от 2 до 100 га (у рови). Сильные ноги и клюв киви — опасное оружие, и схватки между птицами могут заканчиваться смертью. Однако серьёзные схватки между киви редки; обычно гнездовой участок меняет «владельца» только после естественной смерти самца. Границы своего участка птицы обозначают с помощью криков, которые по ночам слышны за несколько километров. Представление о киви как о медлительных и неуклюжих птицах ошибочно: в природе они подвижны и за одну ночь обходят весь гнездовой участок.
На охоту киви выходят примерно через 30 минут после заката. Их корм составляют насекомые, моллюски и земляные черви, а также опавшие ягоды и прочие плоды. Добычу киви разыскивают с помощью обоняния и осязания — разгребая землю ногами и глубоко погружая в неё клюв, они буквально «вынюхивают» червей и насекомых. При случае киви не отказываются от мелких амфибий и ракообразных.

## Размножение

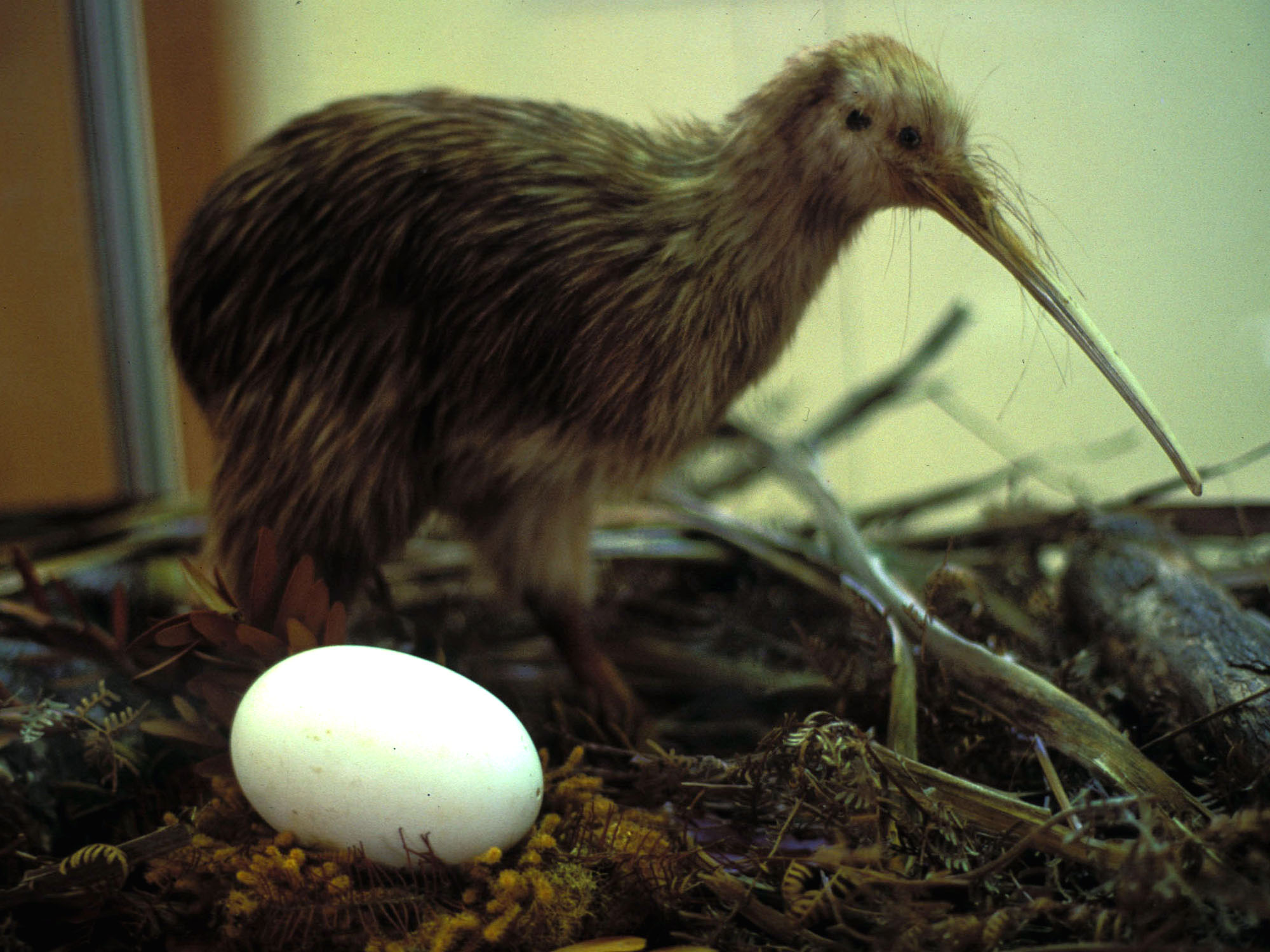
Киви с яйцом. Музей каури (Новая Зеландия)

Киви — моногамные птицы, пары у них образуются не менее чем на 2—3 брачных сезона, иногда — на всю жизнь. Пара раз в три дня встречается в гнездовой норе и громко перекликается по ночам.
Основной брачный сезон у киви длится с июня по март. Через три недели после оплодотворения самка сносит в норе или под корни дерева одно яйцо (реже — два). Киви — рекордсмен среди птиц по относительным размерам откладываемых яиц: у южного, или обыкновенного, киви оно весит до 450 г, около 1/4 массы самой птицы. Яйцо у киви — белое или зеленоватое, размером 120×80 мм; характерна большая доля желтка в его содержимом — 65 %, это наивысший показатель среди птичьих яиц (у большинства птиц — 35-40 %).
Во время вынашивания яйца самка ест в три раза больше, чем обычно; за 2-3 дня до откладывания яйца она перестаёт принимать пищу, поскольку яйцо занимает слишком много места внутри её тела. Снесённое яйцо насиживает самец, который покидает его только на время кормления, на 2-3 часа; иногда его подменяет самка. У киви острова Стьюарт, живущих не парами, а небольшими стабильными группами, в насиживании наряду с родительской парой принимают участие и другие птицы из группы. Иногда через 25 дней самка сносит второе яйцо.
Инкубационный период занимает 75-85 дней; птенцу требуется 2-3 дня на то, чтобы с помощью ног и клюва выбраться из скорлупы. Птенцы рождаются покрытыми не пухом, а перьями, и напоминают миниатюрные копии взрослых птиц. Родители обычно не заботятся о потомстве и покидают его сразу после вылупления. Первые три дня птенец не может стоять на ногах и не ест — благодаря подкожным запасам желтка он не испытывает голода. К пятому дню он начинает выходить из гнезда, а к 10-14-му — самостоятельно искать пропитание.
Первые шесть недель жизни птенец киви может кормиться и в дневные часы, затем переходит на ночной образ жизни. Молодые киви практически беззащитны — до 90 % погибают в первые шесть месяцев жизни, из них 70 % становятся жертвами хищников.
Растут молодые киви медленно: лишь в 4-5 лет они достигают полного размера. Половая зрелость наступает у самцов в 18 месяцев, а у самок в 2-3 года, но откладывать яйца самки обычно начинают только в 3-5 лет. Продолжительность жизни киви велика — до 50-60 лет.
В отличие от большинства птиц, у самок киви функционируют оба яичника, а не только левый. В течение жизни самка сносит до 100 яиц.

## Распространение
Киви водятся только в Новой Зеландии. Северный киви (Apteryx mantelli) населяет Северный остров, южный, или обыкновенный (A. australis), большой серый (A. haasti) и рови (A. rowi) — Южный остров, в то время как малый серый киви (A. oweni) встречается только на острове Капити, откуда его расселяют на некоторые другие изолированные острова.

## Степень угрозы существованию
Из-за скрытного образа жизни встретить эту птицу в природе очень сложно. Неудивительно, что катастрофическое падение её численности долгое время оставалось незамеченным.
По оценкам учёных, около 1000 лет назад более 12 млн киви населяло леса Новой Зеландии; к 2004 году их популяция сократилась до 70 000 особей. До 1990-х годов киви вымирали со скоростью до 6 % популяции в год: главным образом из-за завезённых на острова европейцами хищников — кошек, собак, ласок, а также из-за сокращения площади лесов. Сами по себе киви — весьма выносливые птицы, которые мало подвержены болезням и способны переживать серьёзные изменения окружающей среды.
Были приняты меры, призванные поднять численность этой птицы, — в 1991 году вступила в действие государственная программа по восстановлению популяции киви (Kiwi Recovery Programme). В результате защитных мероприятий доля птенцов, доживающих до взрослого состояния, повысилась с 5 % (1991 год) до 60 % (1998 год). В целях повторного заселения ареала киви ведётся работа, с одной стороны, по разведению птиц в неволе (первых птенцов удалось вывести таким образом только в 1989 году), с другой — по обеспечению контроля над численностью хищников. Профессор новозеландского Университета Кентербери Джеймс Бриски в 2010 году объявил о намерении создать дезодорант для киви, чтобы устранить выдающий этих птиц специфический запах перьев.
Три вида киви — обыкновенный, или южный, большой серый и малый — занесены в международную Красную книгу со статусом уязвимый (Vulnerable), а новый вид северного киви — как находящийся под угрозой исчезновения (Endangered). Рови имеет национально критический (Nationally Critical) статус.

## Люди и киви
Киви — национальная птица и неофициальная эмблема Новой Зеландии. Является излюбленным символом новозеландской культуры, изображаемым на монетах, почтовых марках и т. д. «Киви» (англ. kiwis) — шуточное прозвище самих новозеландцев. Маори традиционно верили, что киви находятся под особой защитой бога леса и птиц Тане Махуты.

Киви как эмблема Новой Зеландии
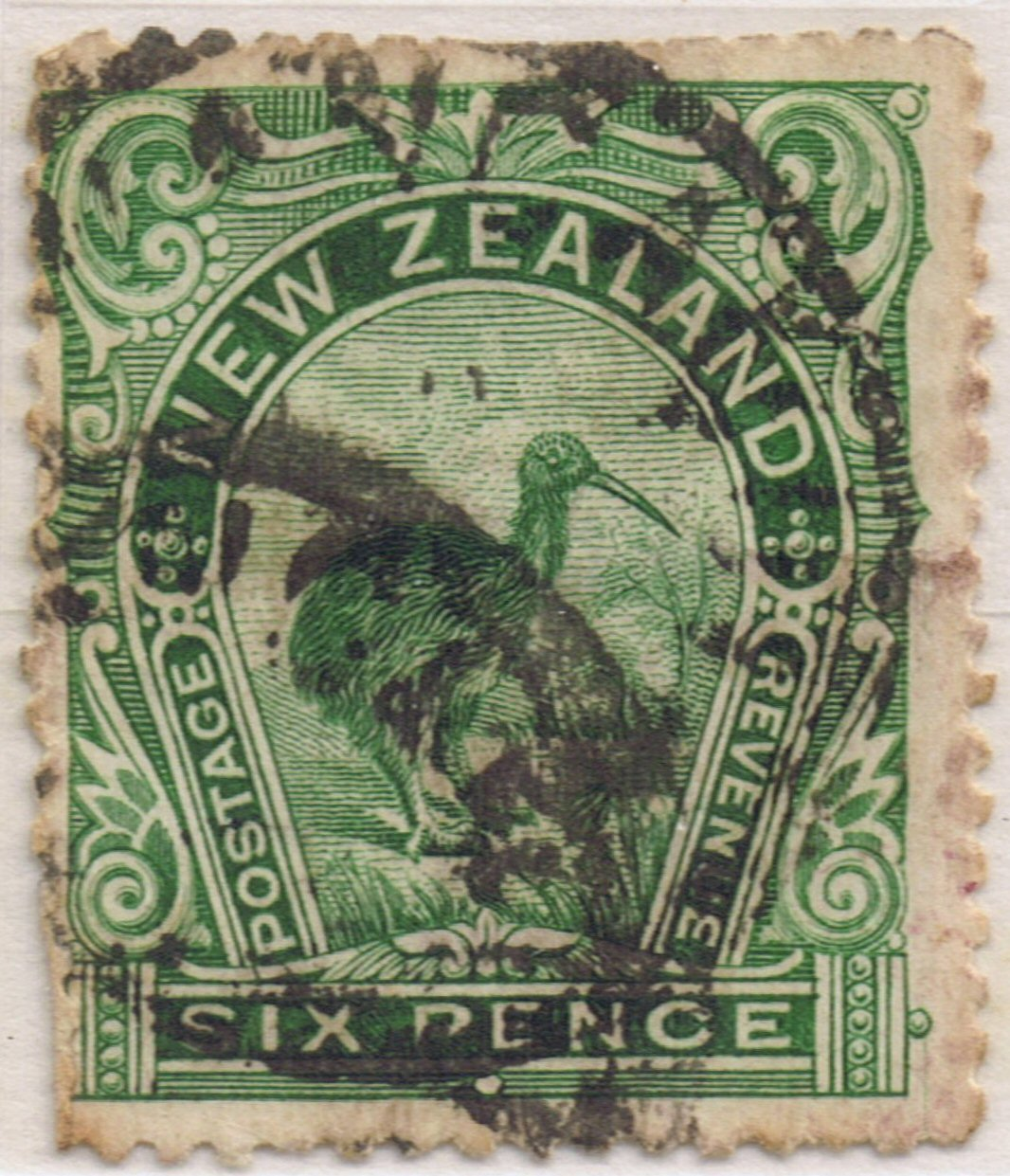
Почтовая марка Новой Зеландии 1898 года
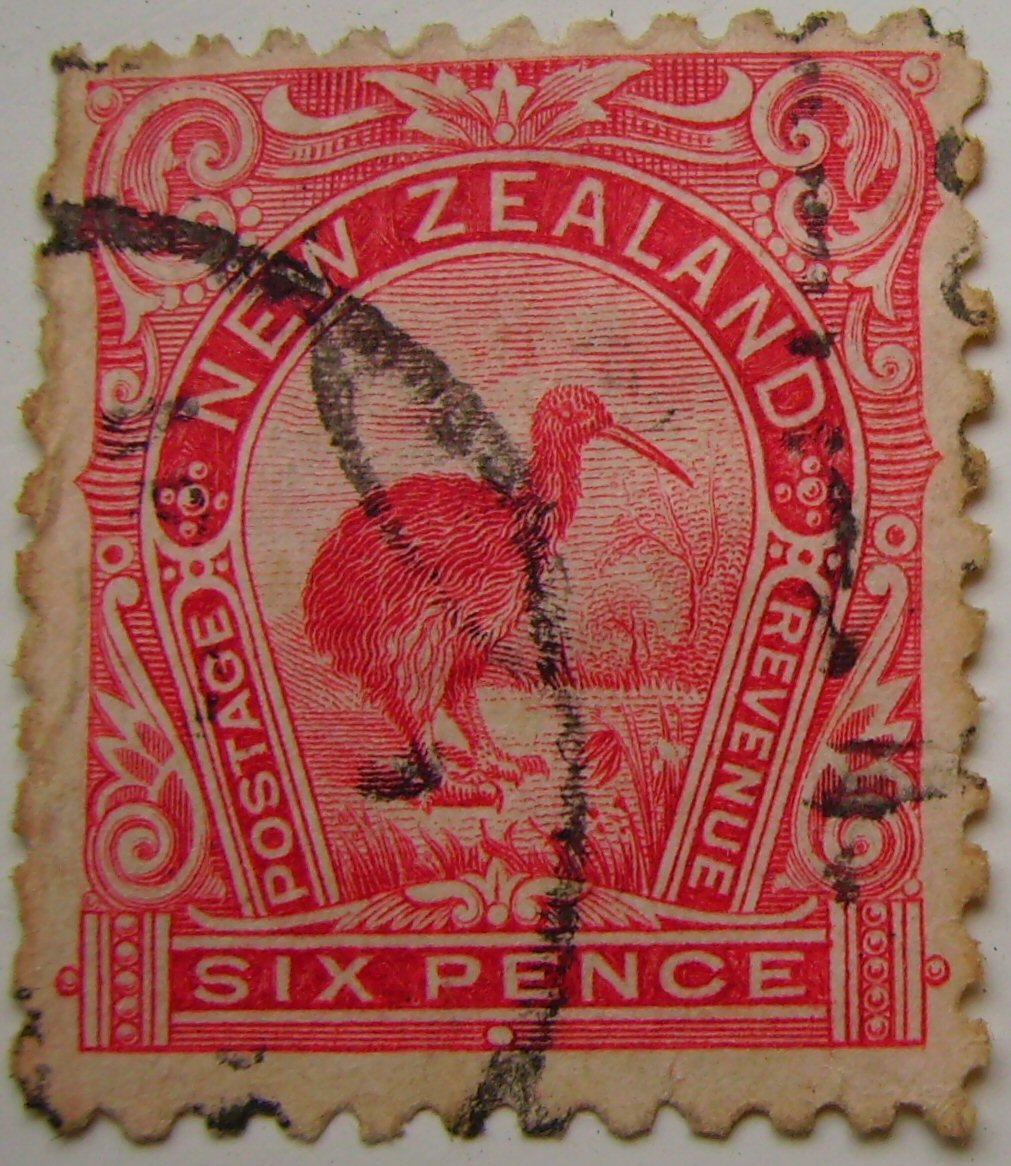
Та же марка 1900 года
Опознавательный знак ВВС Новой Зеландии

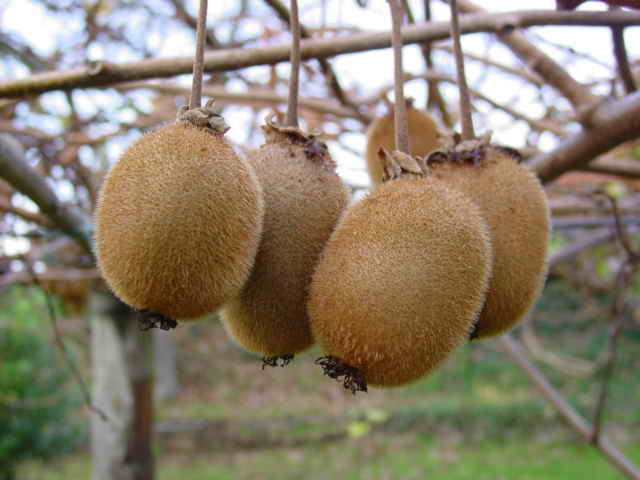
Фруктовое растение киви названо в честь птицы

Фруктовое растение киви получило своё название за сходство формы его опушённого плода с телом одноимённой птицы.

## Классификация
Иногда киви объединяют на правах семейства с отрядом казуарообразных или страусообразных.
Традиционно насчитывают три вида киви — Apteryx australis, A. haastii и A. owenii. Однако согласно новейшим данным следует выделять пять видов:
- Apteryx australis Shaw, 1813 — Южный киви, или бурый киви, или обыкновенный киви, подразделяют на два подвида:

- A. a. australis Shaw, 1813
- A. a. lowryi Rothschild, 1893

- Apteryx mantelli A. D. Bartlett, 1852 — Северный бурый киви
- Apteryx haastii Potts, 1872 — Большой серый киви
- Apteryx owenii Gould, 1847 — Малый серый киви, или киви Оуэна
- Apteryx rowi Tennyson et al., 2003

## Генетика
Кариотип: 80 хромосом (2n).

### Молекулярная генетика
Бо́льшая часть депонированных последовательностей принадлежит южному киви (Apteryx australis) — генетически наиболее изученному представителю данного рода и отряда.
Сравнение последовательностей ДНК показало, что ближайшим родственником современных киви является вымершая слоновая птица, которая достигала 2-3 м в высоту и весила до 275 кг.